# ニールス・アルベルト

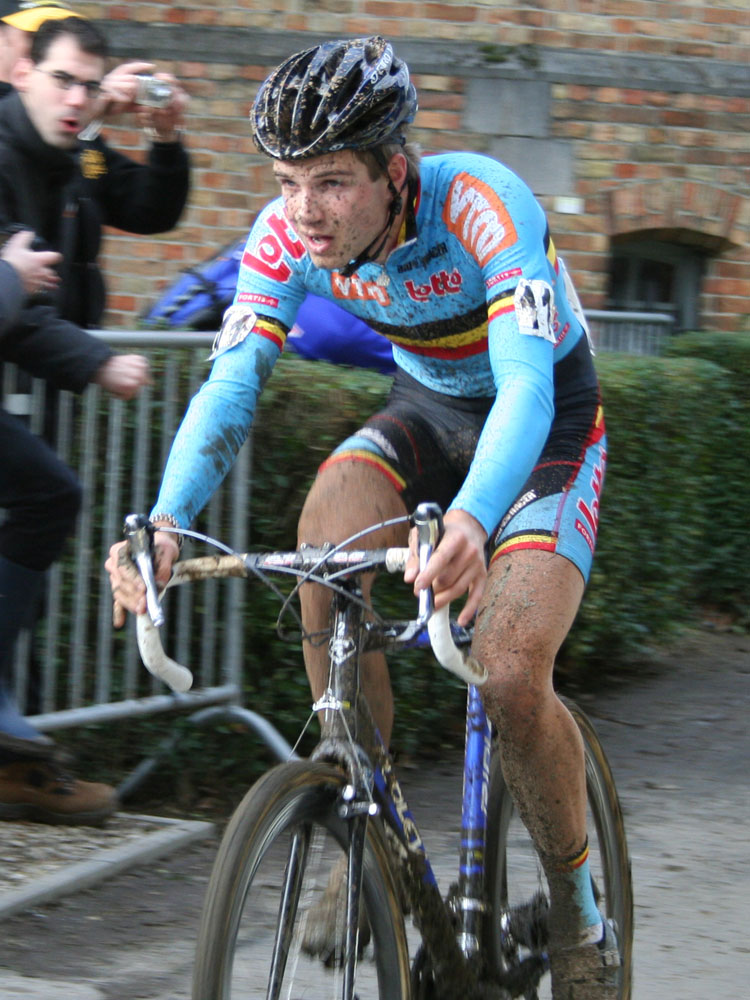
ニールス・アルベルト

ニールス・アルベルト（Niels Albert、1986年2月5日 - ）は、ベルギー、ボンハイデン出身の自転車競技（シクロクロス）選手。2009年のシクロクロス世界選手権・男子エリートで優勝した。

## 主要実績
全てシクロクロス。
2001-2002
- ベルギー選手権 U-17部門 優勝

2003-2004
- 世界選手権 U-19部門 優勝
- ベルギー選手権 U-19部門優勝

2004-2005
- 欧州選手権 U23部門 2位

2005-2006
- 欧州選手権 U23部門優勝
- ベルギー選手権 U23部門 優勝
- 世界選手権 U-23部門 3位

2006-2007
- 欧州選手権 U23部門優勝
- ベルギー選手権 U23部門 優勝
- 世界選手権 U-23部門 2位

2007-2008
- 世界選手権 U-23部門 優勝
- 欧州選手権 U23部門優勝

2008-2009
- 世界選手権 エリート 優勝
- ベルギー選手権 2位

2010-2011
- UCIシクロクロスワールドカップ2010-2011 総合優勝
- ベルギー選手権 優勝

2011-2012
- 世界選手権 エリート 優勝

2012-2013
- UCIシクロクロスワールドカップ 総合優勝
  - プルゼニ 優勝